# Ange Postecoglou
Angelos „Ange“ Postecoglou (griechisch Άγγελος Ποστέκογλου, * 27. August 1965 in Athen) ist ein australischer Fußballtrainer griechischer Herkunft und ehemaliger Fußballspieler. Als Trainer führte er Brisbane Roar 2011 und 2012 zur australischen Meisterschaft und 2019 die Yokohama F. Marinos zur japanischen. In zwei Spielzeiten gewann er mit Celtic Glasgow fünf Trophäen, darunter zwei Meistertitel und das schottische Triple aus Meisterschaft, Pokal und Ligapokal 2023. Im Juni 2023 wurde er Cheftrainer von Tottenham Hotspur und gewann mit ihnen 2025 die UEFA Europa League. Als Nationaltrainer von Australien gewann er die Asienmeisterschaft 2015. Er gilt als einer der erfolgreichsten australischen Trainer der vergangenen Jahre.

## Jugend und Spielerkarriere
Angelos Postecoglou wurde am 27. August 1965 in Athen geboren. Nach Errichtung einer Militärdiktatur in Griechenland verlor sein Vater sein Geschäft und die Familie emigrierte 1970 nach Australien. Postecoglou wuchs in Melbourne auf und die Familie änderte ihren Nachnamen in Postekos, allerdings verwendet er weiterhin den ursprünglichen Namen Postecoglou. Als Kind war er ein begeisterter Fußballer und spielte ab dem neunten Lebensjahr für den South Melbourne FC, dem überwiegend griechische Einwanderer angehörten. 
Ab 1984 spielte Postecoglou für South Melbourne in der National Soccer League, der höchsten Spielklasse Australiens und profilierte sich als linker Verteidiger. Im Jahre 1986 wurde er zum Nationalspieler und kam zu vier Länderspielen. Als 28-Jähriger musste er wegen einer Knieverletzung seine Karriere beenden.

## Trainerkarriere
Auch zu Beginn seiner Trainerkarriere blieb Postecoglou dem South Melbourne FC treu und trainierte den Club von 1996 bis 2000. Er wurde 1998 und 1999 australischer Meister und gewann 1999 den Champions Cup Ozeaniens, die heutige OFC Champions League. Als kontinentaler Titelträger trat er mit seiner Mannschaft bei der Klub-Weltmeisterschaft 2000 an, blieb dort aber ohne Sieg und Punkt.
Es folgte eine erste Anstellung beim australischen Fußballverband. Er trainierte in der Folgezeit die australische U-20-Fußballnationalmannschaft. 2007 wurde er entlassen. Mehrere Monate später übernahm er in Griechenland Panachaiki Patras; wiederum wenige Monate später war dieses Engagement aufgrund Erfolglosigkeit beendet.
Nach dem Ende seiner Zeit in Griechenland war Postecoglou weitere zehn Monate arbeitslos und nahm dann eine Anfrage von Brisbane Roar an. Den Klub führte er 2011 und 2012 zur australischen Meisterschaft. Zuletzt hatte er den Verein Melbourne Victory in der A-League betreut, ehe ihn erneut der Ruf des nationalen Fußballverbandes erreichte. Am 23. Oktober 2013 wurde er als neuer Trainer der australischen A-Nationalmannschaft und damit als Nachfolger von Holger Osieck vorgestellt; er einigte sich mit den Funktionären auf einen bis August 2018 datierten Fünfjahresvertrag.
Bei der Weltmeisterschaft 2014 in Brasilien schied Australien in seiner Gruppe mit Chile, den Niederlanden und Spanien nach drei Niederlagen als Gruppenletzter aus. Die 2:3-Niederlage gegen die Niederlande brachte dem Team dennoch viel Lob ein, nachdem man in der zweiten Halbzeit mit 2:1 geführt hatte.
Trotz der erfolgreichen Qualifikation für die Fußball-Weltmeisterschaft 2018 erklärte Postecoglou im November 2017 seinen Rücktritt vom Traineramt der australischen Nationalmannschaft.
Ab 2018 trainierte er den japanischen Erstligisten Yokohama F. Marinos, mit welchem er 2019 die japanische Meisterschaft gewann.
Postecoglou wurde am 10. Juni 2021 neuer Trainer beim schottischen Erstligisten Celtic Glasgow. Im Dezember 2021 gewann er mit der neuen Mannschaft direkt den schottischen Ligapokal und im Mai 2022 den Meistertitel. In seiner ersten Saison wurde er fünfmal Scottish Premiership Manager of the Month und gewann gleichzeitig beide möglichen Auszeichnung zum Trainer des Jahres. In der Saison 2022/23 dominierte Celtic unter Postecoglou den schottischen Vereinsfußball wie lange zuvor nicht mehr und gewann zum zweiten Mal in Folge die Meisterschaft und den Ligapokal, nachdem er mit seiner Mannschaft im Finale den Rivalen Rangers besiegt hatte. Celtic beendete die Saison mit einem rekordverdächtigen achten nationalen Triple, nachdem sie das letzte Spiel unter Postecoglou im schottischen Pokal im Hampden Park gegen Inverness Caledonian Thistle gewannen.
Am 6. Juni 2023 vermeldeten die Tottenham Hotspur, dass Postecoglou zur Saison 2023/2024 als Cheftrainer den Verein übernehmen wird. Dort folgte er auf den im März 2023 entlassenen Antonio Conte und Interimstrainer Ryan Mason. Am 10. Spieltag der Saison 2023/24 stellte Postecoglu einen neuen Ligarekord auf: Nie zuvor hatte ein anderer Manager in seinen ersten 10 Premier-League-Spielen 26 von 30 möglichen Punkten geholt. In der Saison 2024/25 gewann Postecoglou mit den Spurs durch einen 1:0-Finalsieg gegen Manchester United die UEFA Europa League, der erste Titel des Vereins seit 17 Jahren. Dennoch wurde er am Ende der Saison entlassen.

## Erfolge als Trainer
Nationalmannschaft
- Asienmeister: 2015
- OFC-U19/U20-Championship: 2001, 2002, 2005
- OFC-U16/U17-Championship: 2001, 2003, 2005

Verein
- UEFA Europa League: 2025
- OFC Champions Cup: 1999
- Australischer Meister: 1998, 1999, 2011, 2012
- Japanischer Meister: 2019
- Schottischer Meister: 2022, 2023
- Schottischer Pokalsieger: 2023
- Schottischer Ligapokalsieger: 2022, 2023